# Việt Nam năm 2002
Dưới đây là sự kiện trong năm tại Việt Nam 2002.

## Đương nhiệm
| Ảnh | Vị trí            | Tên            |
| --- | ----------------- | -------------- |
|     | Tổng bí thư       | Nông Đức Mạnh  |
|     | Chủ tịch nước     | Trần Đức Lương |
|     | Thủ tướng         | Phan Văn Khải  |
|     | Chủ tịch Quốc hội | Nguyễn Văn An  |

## Sự kiện

### Diễn ra trong năm
- Vụ hỏa hoạn ITC
- Hoa hậu Việt Nam 2002
- Thành lập Vườn quốc gia Lò Gò – Xa Mát

### Thể thao
- Việt Nam tại Đại hội Thể thao châu Á 2002
- Cuộc đua xe đạp tranh Cúp truyền hình Thành phố Hồ Chí Minh 2002

Bóng đá
- Giải Vô địch Quốc gia chuyên nghiệp 2001–02
- Giải bóng đá Hạng Nhì Quốc gia 2002
- Giải bóng đá Cúp Quốc gia 2001–02
- Siêu cúp bóng đá Việt Nam 2002
- Giải bóng đá Hạng Nhất Quốc gia 2001-02
- Giải bóng đá nữ vô địch quốc gia 2002

## Sinh

### Tháng 1
- 11 tháng 1:
  - Mỹ Anh, ca sĩ

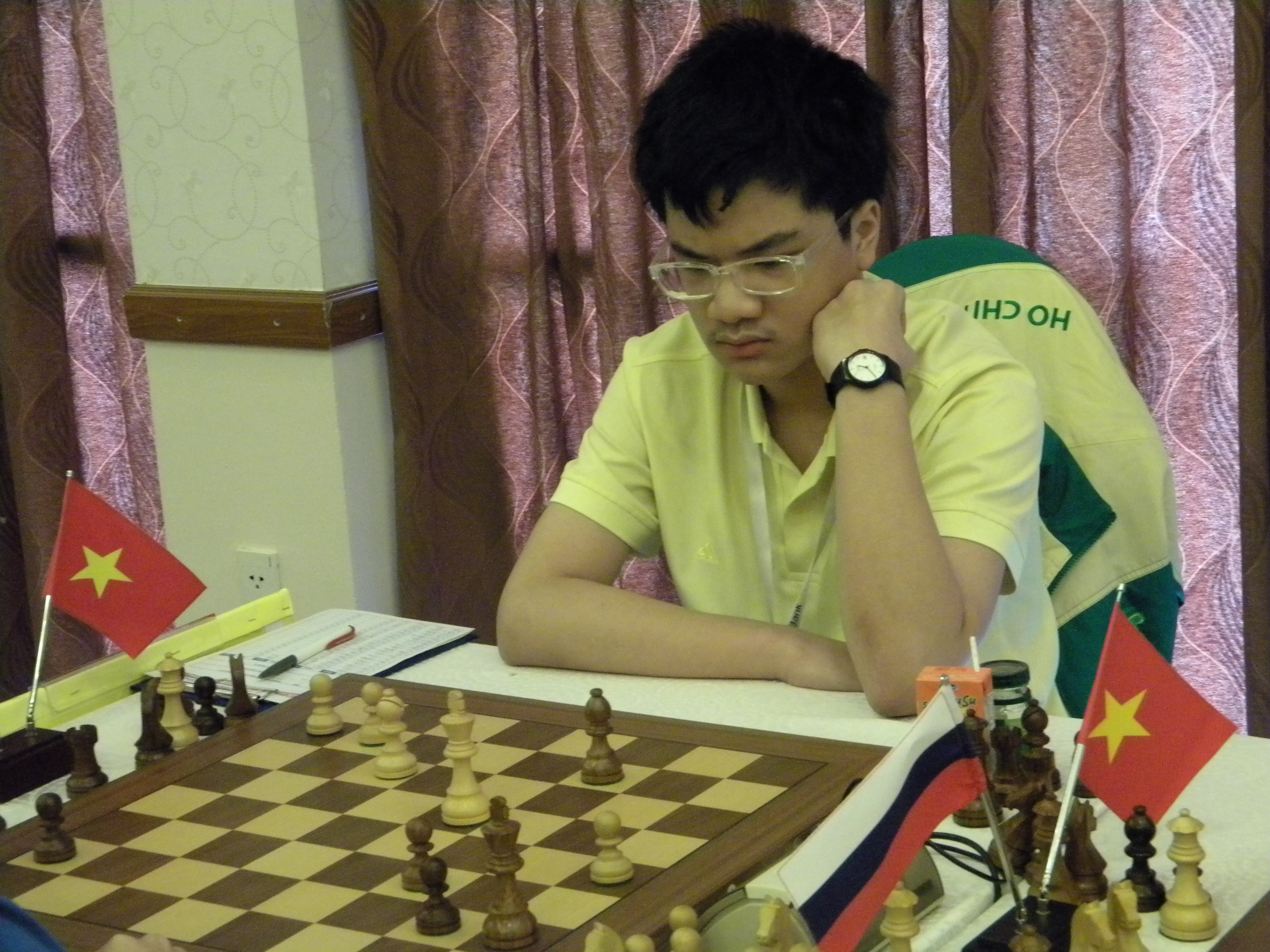
Nguyễn Anh Khôi

  - Nguyễn Anh Khôi, vận động viên cờ vua

### Tháng 2
- 5 tháng 2: Nguyễn Văn Minh Hiếu, cầu thủ bóng đá
- 7 tháng 2: Võ Nguyên Hoàng, cầu thủ bóng đá
- 15 tháng 2: Lê Phước Nhật Quang, cầu thủ bóng đá

### Tháng 3
- 15 tháng 3: Nguyễn Hữu Kim Sơn, vận động viên bơi lội

### Tháng 4
- 2 tháng 4: Phạm Đình Duy, cầu thủ bóng đá
- 4 tháng 4: Vũ Tiến Long, cầu thủ bóng đá
- 21 tháng 4: Nguyễn Phương Nhi, người mẫu

### Tháng 5
- 14 tháng 5: Nguyễn Hữu Tiệp, cầu thủ bóng đá

### Tháng 6
- 18 tháng 6: Huỳnh Trần Ý Nhi, hoa hậu, người mẫu

### Tháng 7

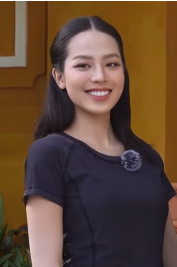
Thanh Thủy

- 1 tháng 7: Thanh Thủy, hoa hậu

### Tháng 8
- 2 tháng 8: Nguyễn Ngọc Thắng, cầu thủ bóng đá

### Tháng 9
- 7 tháng 9: Giáp Tuấn Dương, cầu thủ bóng đá
- 22 tháng 9: Trần Lê Quang Tiến, nghệ sĩ vĩ cầm

### Tháng 10
- 6 tháng 10: Nguyễn Thiện Nhân, ca sĩ

### Tháng 12
- 21 tháng 12: Trần Thị Thu Xuân, cầu thủ bóng đá
- 29 tháng 12: Huỳnh Tú Anh, người mẫu

## Mất

### Tháng 1
- 29 tháng 1: Điềm Phùng Thị, 81, nhà điêu khắc

### Tháng 2
- 4 tháng 2: Nông Quốc Chấn, 78, nhà văn

### Tháng 3
- 17 tháng 3: Văn Tiến Dũng, 84, quân nhân, nhà chính trị

### Tháng 4
- 11 tháng 4: Đỗ Mậu, 84, quân nhân

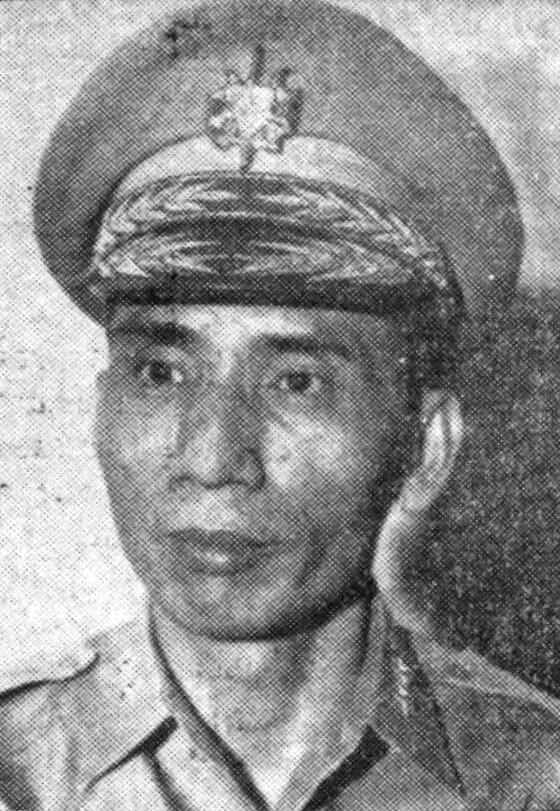
Đỗ Mậu
(1917 – 2002)

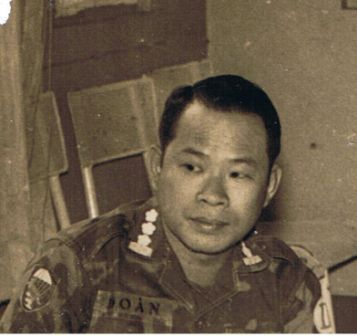
Nguyễn Hợp Đoàn
(1930 – 2002)

- 15 tháng 4: Nguyễn Hợp Đoàn, 71, quân nhân

### Tháng 5
- 17 tháng 5: Võ Trần Nhã, 70, nhà văn

### Tháng 6
- 24 tháng 6: Phạm Xuân Thiều, 60, mục sư
- 25 tháng 6: Mai Hồng Quế, 81, sĩ quan
- 26 tháng 6: Dũng Mã, 78–79, sĩ quan

### Tháng 7
- 5 tháng 7: Lê Trung Trực, 75, quân nhân
- 12 tháng 7: Diệp Minh Châu, 83, họa sĩ, điêu khắc gia
- 15 tháng 7: Vinh Sơn Trần Ngọc Thụ, 84, linh mục
- 20 tháng 7: Lãng Thanh, 25, nhà thơ
- 23 tháng 7: Phan Đình Thứ, 83, quân nhân

### Tháng 8
- 7 tháng 8: Vũ Ngọc Nhạ, 74, quân nhân
- 9 tháng 8: Trần Độ, 78, nhà quân sự, chính trị gia
- 17 tháng 8: Ngân Giang, 86, nhà thơ

### Tháng 9

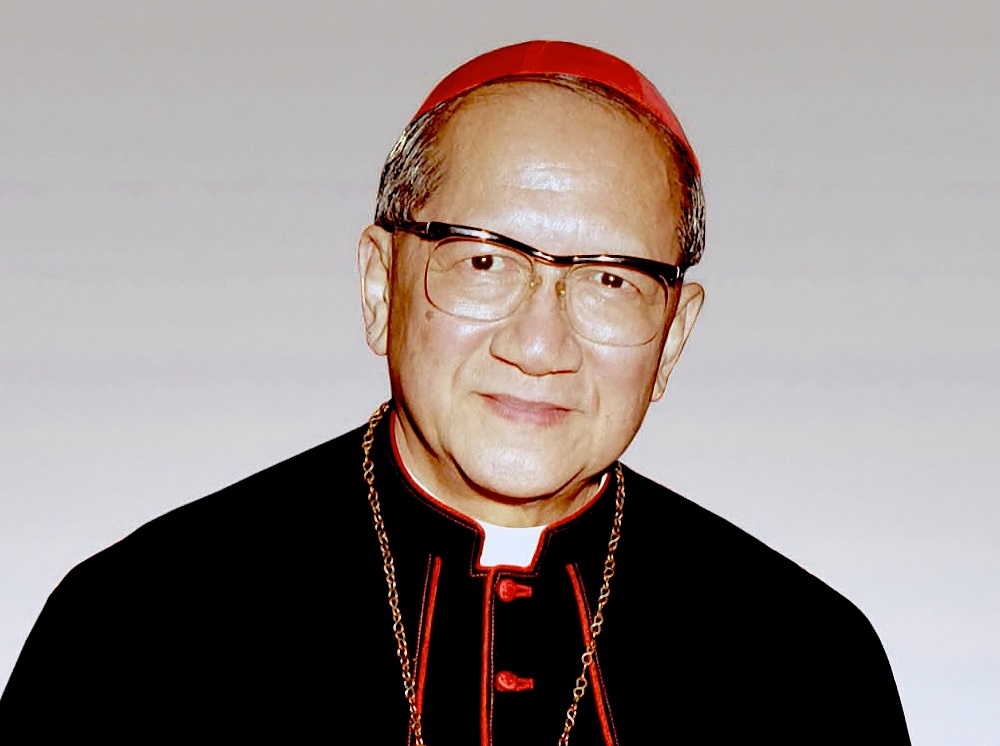
Phanxicô Xaviê Nguyễn Văn Thuận
(1928 – 2002)

- 12 tháng 9: Trần Chung, 74, nhạc sĩ
- 16 tháng 9: Phanxicô Xaviê Nguyễn Văn Thuận, 74, Hồng y
- 19 tháng 9: Hoàng Văn Khánh, 79, quân nhân
- 23 tháng 9: Ninh Văn Bảo, 56–57, huấn luyện viên bóng đá

### Tháng 10
- 19 tháng 10: Hoàng Phương, 64–65, nhạc sĩ
- 31 tháng 10: Nguyễn Hữu Thiết, 75, nhạc sĩ

### Tháng 11
- 12 tháng 11: Nguyễn Thị Ráo, 80, nhà chính trị
- 23 tháng 11: Trần Đình Cửu, 76, sĩ quan
- 24 tháng 11: Võ Văn Bảy, 67, vận động viên quần vợt
- 30 tháng 11: Phạm Ngọc Sang, 71, quân nhân

### Tháng 12
- 5 tháng 12: Nguyễn Văn Thương, 83, nhạc sĩ
- 9 tháng 12: Tố Hữu, 82, nhà thơ, nhà chính trị

### Không rõ ngày
- Đoàn Huyên, 76–77, sĩ quan
- Mai Văn Bộ, 83–84, nhà cách mạng
- Nguyễn Văn Chuân, 78–79, quân nhân
- Nguyễn Văn Đức, 78–79, Thượng tướng Công an
- Phạm Thị Ngư, 89–90, Bà mẹ Việt Nam anh hùng